# Етвеш (позасистемна одиниця)
Етве́ш англ. eötvös — позасистемна одиниця градієнта гравітаційного поля і його складових, позначається літерою Е.
1 етвеш = 10−9 с−2
Названа на честь Лоранда Етвеша.
На Землі найбільшим є вертикальний градієнт поля, що дорівнює 3000 Е, тобто на кожен метр висоти, прискорення вільного падіння зменшується на 3·10−6 м/с². У горизонтальному напрямку градієнти значно менші — до 100 Е на рівнині і до 1000 Е у горах.